# 13. Zusatzartikel zur Verfassung der Vereinigten Staaten

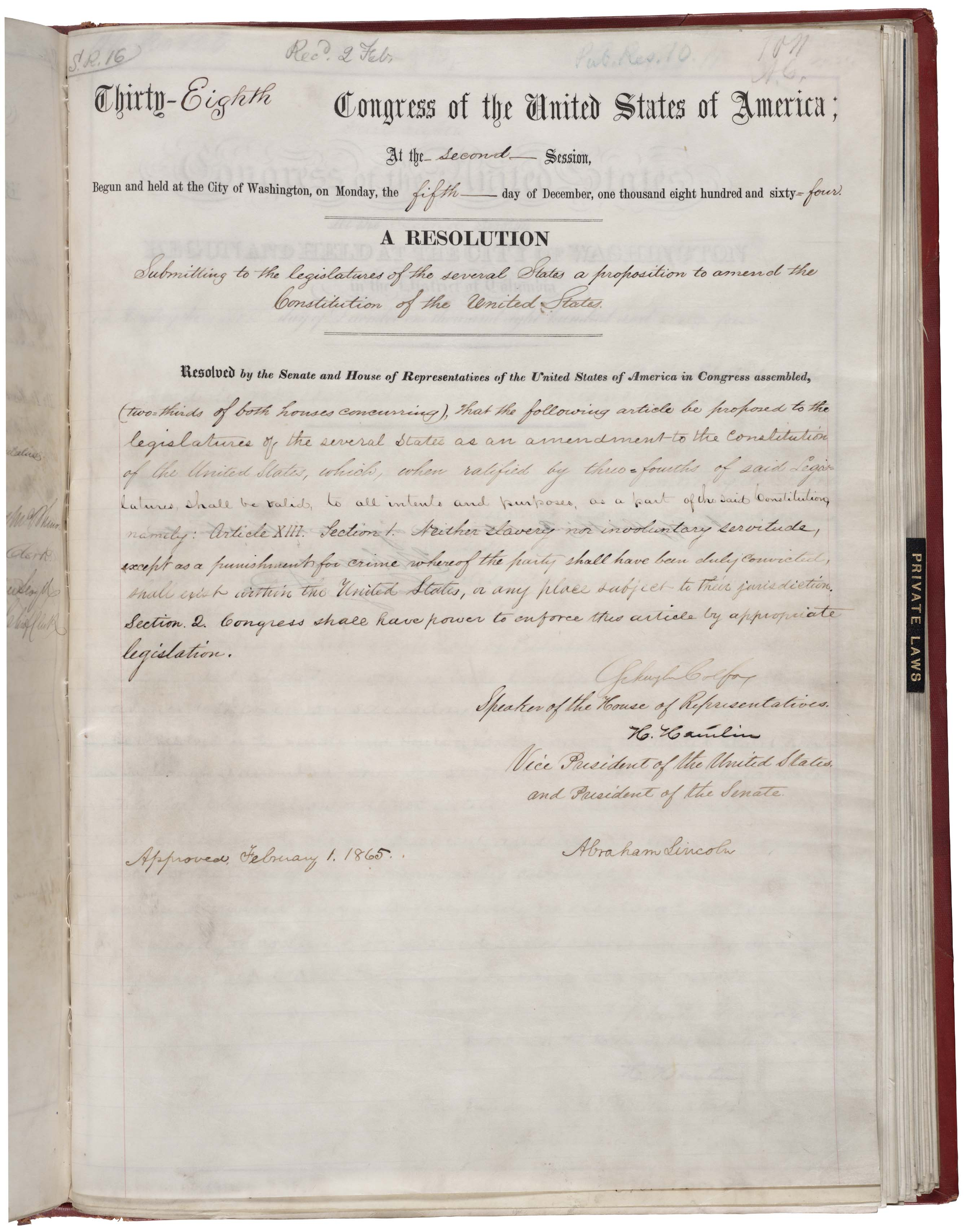
Das Originaldokument des 13. Verfassungszusatzes

Der 13. Zusatzartikel zur Verfassung der Vereinigten Staaten von Amerika (englisch The Thirteenth Amendment to the Constitution of the United States of America) schaffte die Sklaverei und Zwangsarbeit mit Ausnahme für Straftäter auf dem gesamten Gebiet der Vereinigten Staaten endgültig ab. Er wurde am 31. Januar 1865 vom Kongress verabschiedet und den Bundesstaaten zur Ratifizierung vorgelegt und trat am 18. Dezember 1865 in Kraft. Der dreizehnte Verfassungszusatz war bei seiner Verabschiedung der erste Zusatzartikel seit mehr als 60 Jahren. Gemeinsam mit den ihm folgenden Verfassungszusätzen Vierzehn und Fünfzehn bildet er die nach dem Sezessionskrieg verabschiedeten Reconstruction Amendments.

## Wortlaut

### Abschnitt 1
“Neither slavery nor involuntary servitude, except as a punishment for crime whereof the party shall have been duly convicted, shall exist within the United States, or any place subject to their jurisdiction.”

„Weder Sklaverei noch Zwangsdienstbarkeit darf, außer als Strafe für ein Verbrechen, dessen die betreffende Person in einem ordentlichen Verfahren für schuldig befunden worden ist, in den Vereinigten Staaten oder in irgendeinem Gebiet unter ihrer Gesetzeshoheit bestehen.“

### Abschnitt 2
“Congress shall have power to enforce this article by appropriate legislation.”

„Der Kongress hat das Recht, diesen Zusatzartikel durch entsprechende Gesetze zur Durchführung zu bringen.“

## Historisches

### Hintergrund

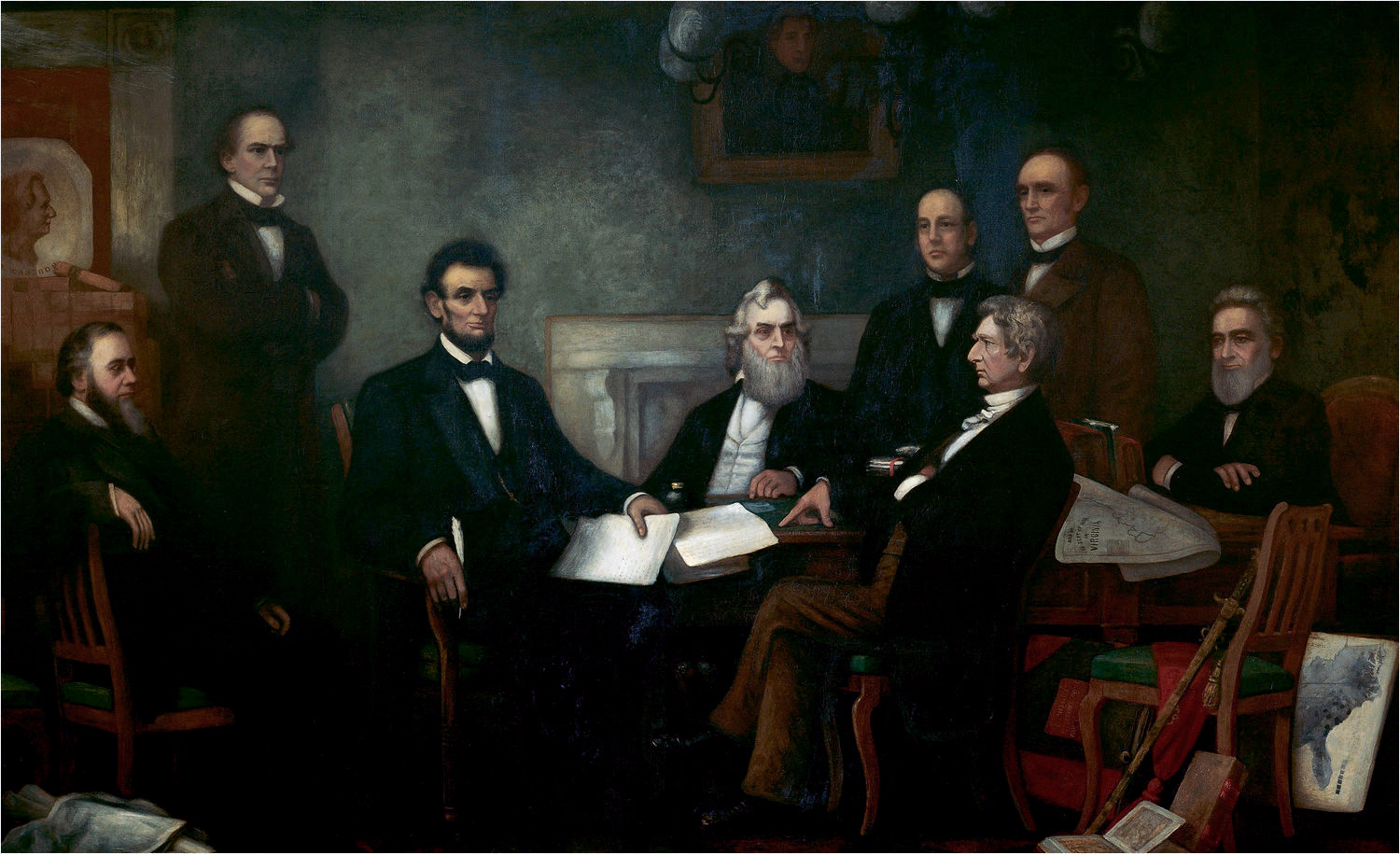
Lincoln und sein Kabinett bei der ersten Lesung der Emanzipationsproklamation (Francis Bicknell Carpenter, 1864)

Mit Abraham Lincoln wurde 1860 ein gemäßigter Gegner der Sklaverei zum Präsidenten der Vereinigten Staaten von Amerika gewählt. Lincoln, dessen Wahl ein wichtiger Grund für den Ausbruch des Sezessionskrieges war, wollte vor allem die Ausweitung der „besonderen Institution“ des Südens auf weitere Territorien im Westen und deren Eindringen in die Nordstaaten verhindern, sie aber in den eigentlichen Südstaaten nur allmählich und schrittweise auslaufen lassen und die Sklavenbesitzer dafür entschädigen. Eine solche Abolition mit Entschädigungszahlungen wurde 1862 vom Kongress für den District of Columbia beschlossen, stieß aber sonst auch in den der Union treu gebliebenen Sklavenstaaten nicht auf weitere Nachfrage.
Je länger der Sezessionskrieg jedoch andauerte, desto mehr verfestigte sich bei Lincoln die Überzeugung, dass die Sklaverei kurzfristig endgültig abgeschafft werden müsse, da ein Kriegsziel des allmählichen Auslaufens der Sklaverei weder die hohen Verluste an Menschenleben rechtfertigen konnte noch die Kampfmoral der eigenen Truppen auf einem ausreichenden Niveau hielt. 1862, nach der Schlacht am Antietam, erklärte er mit der Emanzipations-Proklamation die Sklaven in den von der Union abgefallenen Südstaaten zum 1. Januar 1863 für frei. Damit erhielten jedoch nur die Sklaven ihre Freiheit, die in den von Unionstruppen besetzten Südstaatengebieten lebten; die Sklaven derjenigen Südstaatengebiete, die bei der Union verblieben waren (Delaware, Kentucky, Maryland, Missouri, der aus unionstreuen Countys Virginias neu gebildeten Staat West Virginia und die Hauptstadt Washington, D.C.), wurden nicht befreit, ebenso wenig natürlich die in den noch nicht erfolgreich besetzten Teilen der Konföderation.
Gegen die eigentliche Institution der Sklaverei konnte Lincoln als Präsident jedoch nicht vorgehen, dafür war ein Zusatz zur Verfassung notwendig. Dem Kongress wurde dieser Zusatz zum ersten Mal im April 1864 vorgeschlagen und er wurde sogleich vom US-Senat, in dem die Republikaner seit dem Ausscheiden der Südstaaten-Senatoren eine große Mehrheit hatten, mit 38 zu 6 Stimmen verabschiedet. Jedoch verfehlte er im Repräsentantenhaus die notwendige Zweidrittelmehrheit, da er nur drei Stimmen seitens der Demokraten und damit insgesamt dreizehn Stimmen zu wenig erhielt.
Mit den Wahlen zum 39. Kongress der Vereinigten Staaten 1864 errangen die Republikaner eine Dreiviertelmehrheit und hätten den Zusatz damit ab der Legislaturperiode des 39. Kongresses im März 1865 verabschieden können. Lincoln wollte jedoch die Zustimmung von Abgeordneten beider Parteien zu dem Entwurf. In seiner vierten jährlichen Ansprache vor dem Kongress am 6. Dezember 1864 empfahl er die „nochmalige Betrachtung und Verabschiedung“ des Zusatzes. Daraufhin wurde der Zusatz am 31. Januar 1865 noch einmal dem Repräsentantenhaus vorgeschlagen und erreichte dieses Mal die erforderliche Mehrheit, um den Bundesstaaten zur Ratifikation vorgelegt zu werden: 119 Abgeordnete, davon 16 Demokraten, stimmten für den Entwurf, 56 dagegen, womit das erforderliche Quorum von 117 Stimmen knapp übertroffen wurde. Als das Ergebnis der Abstimmung verkündet wurde, brach im Parlament und unter den Zuschauern ein Jubelsturm aus, der mehrere Minuten anhielt und später durch einen 100-Schuss-Salut aus mehreren Kanonen unterstützt wurde.

### Ratifizierung
Der 13. Verfassungszusatz wurde am 31. Januar 1865 vom Kongress verabschiedet und den Bundesstaaten zur Ratifizierung durch deren Legislative vorgelegt. Da die Vereinigten Staaten zu diesem Zeitpunkt 36 Gliedstaaten hatten, musste das Amendment von mindestens 27 von ihnen ratifiziert werden, um die von Artikel V der Verfassung geforderte Drei-Viertel-Mehrheit zu erreichen. Der erste ratifizierende Staat war Illinois nur einen Tag nach der Verabschiedung durch den Kongress, gefolgt von Rhode Island und Michigan am 2. Februar. In den folgenden Monaten nahmen 23 weitere Staaten den Verfassungszusatz an, und mit Georgia am 6. Dezember 1865 wurde das Quorum von 27 erreicht: Außenminister William H. Seward verkündete den 13. Zusatz am 18. Dezember als für das gesamte Bundesgebiet gültigen Teil der amerikanischen Verfassung. Bis 1870 nahmen mit Ausnahme Delawares, Kentuckys und Mississippis alle weiteren Bundesstaaten den Text an. Delaware und Kentucky taten dies erst 1901 bzw. 1976. Mississippi stimmte am 16. März 1995 als letzter Bundesstaat der Vereinigten Staaten der Unterzeichnung des Verfassungszusatzes zu, da die Ratifizierung aber dem Kongress versehentlich nicht mitgeteilt worden war, wurde sie allerdings erst nach Bekanntwerden dieses Versehens und der Übermittlung der Dokumente an die National Archives and Records Administration (NARA) am 7. Februar 2013 rechtskräftig.

### Ratifizierungsdaten
Der 13. Zusatzartikel wurde vom US-Kongress am 31. Januar 1865 den damaligen 36 Bundesstaaten zur Ratifizierung vorgeschlagen und von diesen Bundesstaaten wie folgt ratifiziert:
- Illinois: 1. Februar 1865
- Rhode Island: 2. Februar 1865
- Michigan: 3. Februar 1865
- Maryland: 3. Februar 1865
- New York: 3. Februar 1865
- Pennsylvania: 3. Februar 1865
- West Virginia: 3. Februar 1865
- Missouri: 6. Februar 1865
- Maine: 7. Februar 1865
- Kansas: 7. Februar 1865
- Massachusetts: 7. Februar 1865
- Virginia: 9. Februar 1865
- Ohio: 10. Februar 1865
- Indiana: 13. Februar 1865
- Nevada: 16. Februar 1865
- Louisiana: 17. Februar 1865
- Minnesota: 23. Februar 1865
- Wisconsin: 24. Februar 1865
- Vermont: 9. März 1865
- Tennessee: 7. April 1865
- Arkansas: 14. April 1865
- Connecticut: 4. Mai 1865
- New Hampshire: 1. Juli 1865
- South Carolina: 13. November 1865
- Alabama: 2. Dezember 1865
- North Carolina: 4. Dezember 1865
- Georgia: 6. Dezember 1865
- Oregon: 8. Dezember 1865
- Kalifornien: 19. Dezember 1865
- Florida: 28. Dezember 1865 (erneut ratifiziert am 9. Juni 1868)
- Iowa: 15. Januar 1866
- New Jersey: 23. Januar 1866 (nach Ablehnung am 16. März 1865)
- Texas: 18. Februar 1870
- Delaware: 12. Februar 1901 (nach Ablehnung am 8. Februar 1865)
- Kentucky: 18. März 1976 (nach Ablehnung am 24. Februar 1865)
- Mississippi: 16. März 1995; beglaubigt (= Inkrafttreten der Ratifikation) am 7. Februar 2013 (nach Ablehnung am 5. Dezember 1865)

## Fehlgeschlagene vorherige dreizehnte Zusatzartikel

### Das Corwin-Amendment
Der 1865 ratifizierte Zusatz war eigentlich bereits der „dritte“ dreizehnte Verfassungszusatz der Vereinigten Staaten und der zweite, der im Verlauf der 1860er-Jahre zur Debatte stand.
Im März 1861, gegen Ende der Amtsperiode von Präsident James Buchanan, verabschiedete der Kongress mit äußerst knappem Vorsprung (133 Ja-Stimmen im Repräsentantenhaus und 24 im Senat bei 132, respektive 24, nötigen) einen Zusatz zur Verfassung, der als Corwin-Amendment (benannt nach dem Abgeordneten Thomas Corwin aus Ohio, der ihn im Repräsentantenhaus einbrachte) bekannt wurde und einen letzten Versuch darstellte, den Krieg zwischen Nord und Süd zu verhindern. Der Text dieses Zusatzes sah vor, dass kein Verfassungszusatz je verabschiedet werden dürfe, der es dem Kongress erlaube, die Sklaverei abzuschaffen. Der Verfassungszusatz wurde noch von drei Staaten ratifiziert, verschwand jedoch dann im Zuge des Sezessionskrieges aus dem Bewusstsein der Politik und verfehlte bei weitem die notwendigen drei Viertel der US-Staaten. Statt seiner wurde 1865 der heutige 13. Verfassungszusatz verabschiedet und ratifiziert.

### DasTitles of Nobility Amendment
Ein weiterer geplanter Verfassungszusatz, der im Falle seines Erfolges der dreizehnte geworden wäre, war schon 1810 vom Kongress vorgeschlagen worden. Bereits der Originaltext der Verfassung verbot die Verleihung von Adels- und Ehrentiteln innerhalb der Vereinigten Staaten; der vorgeschlagene Zusatz sollte den Amerikanern auch das Tragen von ausländischen Adels- und Ehrentiteln, die Annahme von Geldern von fremden Staaten und das Ausüben von Staatsämtern im Ausland verbieten, bei Strafe des Verlustes der amerikanischen Staatsbürgerschaft. Da nur 12 der damals 17 Staaten ratifizierten (13 wären notwendig gewesen), trat das Titles of Nobility Amendment genauso wie das Corwin-Amendment nie in Kraft.

## Weitere Amendments in der Folgezeit
Mit dem 13. Verfassungszusatz hatten die farbigen Sklaven ihre Freiheit erlangt, wobei der Zusatz keine ergänzenden legislativen Maßnahmen erforderte. Als Reaktion darauf wurden jedoch in zahlreichen Staaten sogenannte Black codes verabschiedet, welche die Rechte der ehemaligen Sklaven beschnitten. Erst mit den Verfassungszusätzen 14 und 15 wurden den Afro-Amerikanern endgültig alle Bürger- und Wahlrechte zugesprochen. Nach etwa einem Jahrzehnt relativer Freiheit wurden die Bürgerrechte jedoch ab etwa 1877 wiederum weitgehend missachtet und die Schwarzen durch trickreiche sogenannte Jim-Crow-Gesetze sowie Gewaltakte erneut unterdrückt, diesmal ohne nennenswerten Widerstand der Nordstaaten. Erst in den 1960er Jahren erreichte die Bürgerrechtsbewegung („Civil Rights Movement“) ein Ende der rechtlichen Diskriminierung.

## Abschaffung der Sklaverei in anderen Ländern
In Frankreich war die Sklaverei im Zuge der Französischen Revolution mit ihren Idealen von Freiheit, Gleichheit und Brüderlichkeit im Jahre 1794 abgeschafft worden. Napoleon führte sie 1802 wieder ein, und es dauerte 46 Jahre, bis die Sklaverei in den französischen Überseegebieten mit dem Décret d’abolition de l’esclavage am 27. April 1848 abgeschafft wurde. Großbritannien hatte die Sklaverei 1833 mit dem Slavery Abolition Act abgeschafft, nachdem 1807 bereits der Sklavenhandel verboten worden war. Die Niederlande bereiteten der Praxis in ihren Kolonien im Jahr 1863, also etwa zeitgleich mit den USA, ein Ende. Dabei gab es allerdings eine zehnjährige Übergangsfrist: Bis 1873 mussten Sklaven, die bisher auf Plantagen arbeiteten, dies weiter tun, allerdings nun gegen Geldlohn und mit dem Recht, den Arbeitgeber zu wechseln.
Spanien schaffte die Sklaverei in seiner überseeischen Besitzung Kuba noch später ab, im Februar 1880. In Brasilien wurde die Sklaverei endgültig erst 1888 durch das „Goldene Gesetz“ (Lei Áurea) abgeschafft.

## Legislative Kompetenzen aufgrund des 13. Verfassungszusatzes
Dem Wortlaut nach verbietet der 13. Verfassungszusatz sowohl Sklaverei als auch Zwangsarbeit. In der frühen Rechtsprechung hat der Oberste Gerichtshof der Vereinigten Staaten darüber hinaus die sich aus dem Zusatz ergebende Kompetenz für den Kongress eher weit ausgelegt. So urteilte er in den Civil Rights Cases 1883, der 13. Verfassungszusatz gewähre dem Kongress die Vollmacht, alle Gesetze zu verabschieden, die notwendig und geeignet sind, jedes Vorkommen und jedes Anzeichen von Sklaverei abzuschaffen (to pass all laws necessary and proper for abolishing all badges and incidents of slavery). In den Jahren danach wurde die durch den Verfassungszusatz delegierte Macht vom Obersten Gerichtshof allerdings eher enger ausgelegt, bevor er 1968 in Jones v.Alfred H.Mayer Co. wieder zur ursprünglichen Auslegung zurückkehrte. Eine klare Doktrin, was das Vorkommen und die Anzeichen von Sklaverei sind, hat der Gerichtshof allerdings nach Ansicht mancher Verfassungsrechtler bis dato noch nicht formuliert.

## Nichtanwendung des 13. Verfassungszusatzes
Auch wenn der 13. Verfassungszusatz sowohl Sklaverei als auch Zwangsarbeit (außer als Strafe für ein Verbrechen) verbietet, ist er in vielen Fällen nicht anwendbar. So entschied der Oberste Gerichtshof beispielsweise, dass gewisse Dienste für den Staat (beispielsweise Wehrdienst oder der Dienst als Geschworener bei Gericht) nicht unter das 13. Amendment fallen. Ähnlich wurde auch im Falle von Seeleuten entschieden, deren Verträge teilweise die Aufgabe eines gewissen Grades an persönlicher Freiheit erforderten. 1995 entschied das Zweite Bundesberufungsgericht außerdem, dass Schulen im Rahmen ihres Lehrprogramms gemeinnützige Arbeiten von ihren Schülern verlangen dürfen, ohne damit gegen den 13. Verfassungszusatz zu verstoßen.

## Freedom Day
In Erinnerung an die Unterzeichnung des Verfassungszusatzes durch Lincoln wird der 1. Februar in den USA als Nationaler Gedenktag begangen. Damit verbunden sind vielerorts Feiern und diverse Rituale.

## Künstlerische Rezeption
- Die politischen Auseinandersetzungen im Vorfeld der Abstimmung über den 13. Zusatzartikel im Repräsentantenhaus bilden den Kern des 2012 produzierten Films Lincoln mit Daniel Day-Lewis in der Titelrolle; Regie führte Steven Spielberg.
- 13th (2016) ist ein Dokumentarfilm von Ava DuVernay, der das Gefängnissystem der Vereinigten Staaten beleuchtet, insbesondere die Zwangsarbeit (Convict Leasing) von Freigelassenen. Der Film wurde für den Oscar nominiert und mit dem Primetime Emmy Award for Outstanding Documentary or Nonfiction Special ausgezeichnet.